# رزان غزاوي
رزان غزاوي (بالإنكليزية: Razan Ghazzawi) هي مدونة سورية وناشطة حقوقية. تعد إحدى أبرز المشاركات بالانتفاضة السورية 2011-2012، وخصوصاً من خلال التحدث عن اعتقال الناشطين وانتهاكات حقوق الإنسان الذي يرتكبها نظام بشار الأسد في سوريا. وصفتها جريدة التيليغراف البريطانية بالـ«المدوّنة الرمز والناشطة البارزة». جيليان يورك (إحدى أبرز الباحثات في مجالي الرقابة والتحكم بالانترنت) كتبت عنها قائلة: «إنها إحدى بطلاتي».

## التحصيل العلمي والوظائف
تلقت غزاوي شهادة جامعية في الأدب الإنكليزي من جامعة دمشق عام 2003. ثم حصلت على شهادة الماجستير في الأدب المقارن من جامعة البلمند عام 2011. بدأت عملها كمترجمة وكاتبة أخبار في وزارة الخارجية السورية. بعد ذلك عملت في أحد مراكز الاتصال لشركة إم تي إن للاتصالات، ولكنها استقالت عندما اكتشفت بأن الشركة فاسدة[بحاجة لمصدر]. بعد ذلك، أصبحت محررة إعلامية في المركز السوري للإعلام وحرية التعبير.

## نشاطها واعتقالها
اعتقلتها السلطات السورية في 30 تشرين الثاني/نوفمبر عام 2011 عندما كانت متوجهة إلى الأردن لحضور مؤتمر عن حرية الصحافة. بعد ذلك بأسبوع، قُدّمت غزاوي للمحاكمة ووجهت لها السلطات تهم إثارة النعرات الطائفية، نشر المعلومات الكاذبة وإضعاف الشعور القومي؛ التهم التي توجهها السلطات السورية عادةً لمن يعارض نظام الحكم في سوريا بحسب النشطاء الحقوقيين.

اعتقالها أثار حملة عالمية عبر الانترنت من أجل اطلاق سراحها الفوري، فكان هناك حملة على موقع فايسبوك تطالب بإطلاق بذلك. أما منظمة العفو الدولية فقد اعتبرت رزان غزاوي معتقلة ضمير. قبل اعتقالها، صرّحت غزاوي عبر مدونتها: «هل تفهم، أني كنت أخاف الاعتقال، لكنّي الآن لم أعد خائفة؟» وكتبت أيضاً: «إذا ما حصل أي شيءٍ لي، اعلموا بأن النظام لا يخشى من اعتقلهم، ولكنه يخشى الذين لا ينسونهم».

في 19 كانون الأول/ديسمبر 2011 نُشر خبر اطلاق سراحها، وأكّده المركز السوري للإعلام وحرية التعبير. وبالرغم من ذلك، لا تزال غزاوي تواجه التهم الموجهة إليها، والتي تصل عقوبتها حتى السجن لمدة خمسة عشر عاماً. غزاوي تعد واحدة من المدونات الشجاعات القلائل في سوريا، وهي تكتب باسمها الحقيقي حتى بعد اعتقالها.

تم اعتقال غزاوي مجدداً في 16 شباط/فبراير 2012 خلال حملة اعتقال شنّتها قوات النظام على مكان عملها في المركز السوري للإعلام وحرية التعبير في دمشق. اعتقلت غزاوي مع 13 من زملائها، ومن ضمنهم رئيس المركز مازن درويش وزوجته يارا بدر. أطلق سراحها في 18 شباط/فبراير 2012، ولكنّها منعت من السفر خارج سوريا. أمرتها السلطات بأن تراجع مركز شرطة بشكل يومي من أجل متابعة استجوابها.

## الجوائز
في 8 حزيران/تموز 2012، حصلت رزان غزاوي على جائزة المدافعين عن حقوق الإنسان في خطر والتي تمنحها منظمة مدافعي الخط الأمامي ومركزها دبلن. وبسبب عدم قدرتها على السفر إلى دبلن بسبب القيود المفروضة عليها، فقد استلم زميلها دلشاد عثمان الجائزة بالنيابة عنها.

## وصلات خارجية
- الموقع الشخصي.
- رزان غزاوي على تويتر.
- رزان غزاوي  على فيسبوك..